# Lardirago
Lardirago är en ort och kommun i provinsen Pavia i regionen Lombardiet i Italien. Kommunen hade 1 143 invånare (2018).